# Trioxys mutilus
Trioxys mutilus är en stekelart som beskrevs av Mackauer 1961. Trioxys mutilus ingår i släktet Trioxys och familjen bracksteklar. Inga underarter finns listade i Catalogue of Life.